# Carl Graf von Klinckowstroem
Carl Graf von Klinckowstroem (* 26. August 1884 in Potsdam als Carl Ludwig Friedrich Otto von Klinckowstroem; † 29. August 1969 in München) war ein deutscher Kultur- und Technikhistoriker, der zu den wichtigsten Vertretern dieses Forschungsgebietes in der ersten Hälfte des 20. Jahrhunderts in Deutschland gehörte.

## Leben
Carl von Klinckowstroem entstammte der gräflichen Linie des Adelsgeschlechts von Klinckowstroem. Sein Vater war der Generalmajor Karl Graf von Klinckowstroem (1848–1903) auf Heiligenstein/Ostpreußen. Seine Mutter Freda (1865–1944) war die Tochter des preußischen Landrats  Otto Rudolf Graf Vitzthum von Eckstädt und der Helene Jenisch. Er besuchte das Friedrich-Wilhelms-Gymnasium in Berlin, legte dort das Abitur ab und ging danach für kurze Zeit als Leutnant zum Garde-Jäger-Bataillon. Von 1906 bis 1914 studierte er an der Universität München und der Universität Erlangen Literaturgeschichte, Philosophie und Physik. Durch den Germanisten und Volkskundler Friedrich von der Leyen wurde das Interesse Klinckowstroems für die Geschichte der Physik geweckt. Vornehmlich widmete er sich Johann Wilhelm Ritter (1776–1810), dem Physiker der Frühromantik.
Klinckowstroem publizierte seit 1911 in verschiedenen populärwissenschaftlichen Periodika Arbeiten zur Geschichte der Technik, aber auch zu Themen, wie der Problematik der Wünschelrute. Zusammen mit Franz Strunz gab er ab 1913 die Serie Klassiker der Naturwissenschaften und Technik und mit Franz Feldhaus ab 1914 die Geschichtsblätter für Technik, Industrie und Gewerbe heraus, die er bis 1927 weiterführte. Er gehörte neben Conrad Matschoss und Franz Feldhaus zu den Wegbereitern der Technikgeschichte in Deutschland. Finanziell unabhängig lebte er als Privatgelehrter und Publizist in München. Dort schloss er sich einem Kreis von vor allem künstlerisch und literarisch interessierten Intellektuellen an, zu denen der Schriftsteller Karl Wolfskehl und der Germanist Carl Georg von Maassen angehörten.
1916, während des Ersten Weltkriegs, wurde er verwundet und nach Genesung im Berliner Generalstab eingesetzt. In Berlin schrieb er eine Arbeit über den schwedischen Mystiker und Theologen Emanuel Swedenborg. Nach Kriegsende kehrte er nach München zurück.
Bereits vor dem Krieg hatte er begonnen, in eine von Feldhaus gegründete GmbH zu investieren, die Recherchen zu Patentfragen und Jubiläumsschriften anbot, jedoch 1930 in Konkurs ging. Die Investitionssumme belief sich insgesamt auf 120.000 Reichsmark. Seine finanzielle Unabhängigkeit hatte er bereits in der Nachkriegsinflation verloren.
Neben den Anfängen der physikhistorischen Forschung, dem Technologischem in den Akten der Bayerischen Akademie der Wissenschaften und der Geschichte des technischen Denkens und der Erfindungen wandte er sich seit 1925 zunehmend interessiert dem Okkultismus und der Zauberkunst zu. Zu diesen Themen hielt er Vorträge und veröffentlichte Aufsätze in der Zeitschrift für kritischen Okkultismus.
Klinckowstroem trat zum 1. Mai 1933 der NSDAP bei (Mitgliedsnummer 1.927.502). Die Deutsche Arbeitsfront stellte ihn 1934 als Leiter der Abteilung Geschichte der Arbeit ein, die bereits im Oktober desselben Jahres dem Parteiarchiv der NSDAP angegliedert wurde. Nach der Zusammenlegung mit dem Archiv des Reichsschulungsamtes zum Hauptarchiv der Partei erhielt Klinckowstroem einen Leiterposten in der Abteilung für Kulturpolitik und Kulturgeschichte. Seine umfangreiche private Fachbibliothek verkaufte er in den 1940er Jahren der Arbeitsfront.
Nach dem Zweiten Weltkrieg war er Mitarbeiter mehrerer Zeitschriften, wie den Neuen Wissenschaften und der Wasserwirtschaft. Seit 1951 arbeitete er vor allem für das Börsenblatt für den Deutschen Buchhandel. In dieser Zeit veröffentlichte er seine beiden Grundwerke: Die Zauberkunst und Knaurs Geschichte der Technik. Für die Neue Deutsche Biographie verfasste er 37 Beiträge. 1961 wurde er mit der Rudolf-Diesel-Medaille ausgezeichnet.
Carl Graf von Klinckowstroem war seit 1953 mit Charlotte Anders verheiratet. Die Ehe blieb kinderlos.
Der Nachlass Klinckowstroems befindet sich im Archiv des Deutschen Museums in München.

## Schriften (Auswahl)
- Johann Wilhelm Ritter und die Wünschelrute. Eine historische Studie. Baumgärtner, Leipzig 1913.
- Yogi-Künste (= Die okkulte Welt. Nr. 99). Baum, Pfullingen 1922.
- Die Wünschelrute als wissenschaftliches Problem. Wittwer, Stuttgart 1922.
- mit Walter von Gulat-Wellenburg und Hans Rosenbusch: Der physikalische Mediumismus. [aus der Reihe Der Okkultismus in Urkunden; hrsg. von Max Dessoir]; Ullstein, Berlin 1925. [1.–3. Aufl.]
- mit Walter von Gulat-Wellenburg, Hans Rosenbusch und Harry Price: Alleged exposure of Frau Maria Silbert. Ullstein, Berlin 1925.
- mit Rudolf Freiherr von Maltzahn: Handbuch der Wünschelrute. Geschichte, Wissenschaft, Anwendung. Oldenbourg, München 1931.
- Die Zauberkunst. Heimeran, München 1954.
- Knaurs Geschichte der Technik. Knaur, München 1959.